# 大沼保昭
大沼 保昭（おおぬま やすあき、1946年〈昭和21年〉3月8日 - 2018年〈平成30年〉10月16日）は、日本の法学者。専門は国際法学。学位は、博士（法学）（東京大学・論文博士・1999年）（学位論文「人権、国家、文明：普遍主義的人権観から文際的人権観へ」）。東京大学名誉教授。元明治大学法学部特任教授。

## 来歴
山形県山形市出身。寿虎屋酒造9代目社長大沼勘四郎の次男として生まれる。
東京大学法学部在学中の1968年、国家公務員採用上級甲種試験（法律）合格、司法試験第二次試験合格。1969年6月、東京大学法学部公法コース卒業。1970年3月、東京大学法学部政治コース卒業。
1970年4月 - 1973年10月、東京大学法学部助手、1973年11月 - 1984年6月、同大学法学部助教授、1984年7月 - 1991年3月、同大学法学部教授、1991年4月 - 2009年3月、同大学大学院法学政治学研究科教授。2009年3月に東京大学を定年退職し、同年4月より明治大学法学部特任教授に就任。2016年3月退任。
1987年、論文「歴史と文明のなかの経済摩擦」および「経済摩擦の歴史的定位」で第8回石橋湛山賞を受賞。1999年、学位論文「人権、国家、文明：普遍主義的人権観から文際的人権観へ」で、東京大学より博士（法学）の学位を取得。2017年に内海愛子、田中宏と共に日本平和学会平和賞を受賞。
2018年10月16日6時43分、腎盂がんのため、東京都新宿区の病院で死去。72歳没。

## 人物
東京大学法学部在学中に全共闘運動やベトナム反戦運動に影響を受け、在日韓国・朝鮮人の指紋押捺撤廃やサハリン残留朝鮮人の帰還運動などに参加。また戦争責任問題の追及でも知られるなどリベラル色が濃い。日本軍の関与と強制性を認めた1993年の河野談話を否定する動きに対しては、「『看護婦になる』などと業者にだまされた人が多い。日本軍は慰安所を黙認していた。法的、道義的に許されない行為に国家として関与していたことの責任がある」、「戦争を反省して、平和で安全で豊かな社会をつくってきた戦後の歩みこそが誇り」と語り、保守派が過去を反省する姿勢を「自虐」と断じることへの危惧を表明した。
その一方で、1995年に設立された「アジア女性基金」理事としての活動を通じて接してきた、挺対協等の慰安婦支援団体や韓国メディアに対しては、「自らが信じる『正義』だけを追求して、個々の被害者の思いを否定するのは独善以外の何物でもない」と批判している。同時に「韓国社会の反日さえ言っていればいいという体質」に絶望感を感じ、「アジア女性基金」は日韓関係の改善に役立たないことを予想している。「謝罪の意思を示しても評価されないのでは、落胆やいら立ちが出てくる」というのが、いびつな形で現れたのが最近の「嫌韓」論の高まりと分析し、韓国側の強硬な態度が日本に「疲れ」を生んでいると指摘しつつも、もつれた糸をほぐすのは日本側の思い切った対応と考え、「首相が被害者のところに行って深々と頭を下げてほしい。安倍晋三さんがやるはずがないというのが常識だが、だからこそ大きなインパクトがある。日本のため、東アジアのために決断をしてほしい」と語った。
2015年7月、政治学者の三谷太一郎や藤原帰一らと共に、8月の終戦記念日前後に発表されるのではと報道されていたいわゆる「安倍談話」に対し、過去の首相談話を継承するよう求める共同声明を出した。

## 研究・教育歴
- ハーバード大学ロースクール客員研究員　1979年8月 - 1980年7月
- プリンストン大学国際研究センター客員研究員　1980年8月 - 1981年5月
- マックスプランク国際刑法研究所客員研究員　1981年6月 - 7月
- シドニー大学法学部客員研究員　1988年8月 - 9月
- オーストラリア国立大学社会科学研究所客員研究員　1988年9月
- イェール大学ロースクール客員研究員　1991年8月 - 1992年6月
- 同　客員講師　1992年1月 - 6月
- コロンビア大学ロースクール客員教授 　1997年3月 - 4月
- 国際高等研究学院（ジュネーヴ）客員教授　1997年4月 - 6月
- ミシガン大学ロースクール客員教授　1999年3月 - 4月
- コロンビア大学ロースクール客員教授　2002年3月
- パリ第一大学客員教授　2003年3月 - 4月
- ケンブリッジ大学ローターパクト国際法研究センター客員研究員　2003年4月 - 7月
- ミシガン大学ロースクール客員教授　2004年3月
- 北京大学法学院客員教授　2005年10月 - 11月
- ミシガン大学ロースクール客員教授　2006年3月
- 清華大学法学院客員教授　2007年9月
- ジャワハルラール・ネルー大学客員教授　2010年3月
- ジョージタウン大学ローセンター客員教授　 2012年2月 - 5月
- 学習院女子大学国際文化交流学部客員研究員　2016年4月 -

## 親族
- 祖父：大沼保吉 - 第10代山形市長、寿虎屋酒造8代目経営者、千代寿虎屋酒造初代経営者
- 父：大沼勘四郎 - 寿虎屋酒造9代目経営者
  - 三姉：大沼裕子 - 正田陽一（東京大学名誉教授・上皇后美智子の従兄）妻
- 義伯父：大沼貞蔵 - 医師、医学博士、（社）山形県医師会初代会長
  - 従兄：大沼貞雄 - 医師、医学博士、（社）山形市医師会会長
- 叔父：大沼義之助 - 千代寿虎屋酒造2代目経営者
  - 従兄：大沼保義 - 千代寿虎屋酒造3代目経営者
- 娘：大沼瑞穂 - 元参議院議員（自民党）

## 著書

### 単著
- 『戦争責任論序説――「平和に対する罪」の形成過程におけるイデオロギー性と拘束性』（東京大学出版会、1975年）
- 『ドリアンの国、ロームシャの影――東南アジアを旅して考える』（リブロポート、1985年）
- 『東京裁判から戦後責任の思想へ』（有信堂高文社、1985年/増補版、1987年/第三版、1993年/第四版、1997年）
- 『単一民族社会の神話を超えて――在日韓国・朝鮮人と出入国管理体制』（東信堂、1986年）
- 『倭国と極東のあいだ――歴史と文明のなかの「国際化」』（中央公論社、1988年）
- 『サハリン棄民――戦後責任の点景』（中公新書、1992年）
- 『人権、国家、文明――普遍主義的人権観から文際的人権観へ』（筑摩書房、1998年）
- 『在日韓国・朝鮮人の国籍と人権』（東信堂、2004年）
- 『国際法――はじめて学ぶ人のための』（東信堂、2005年）
- 『東京裁判、戦争責任、戦後責任』（『東京裁判から戦後責任の思想へ』の改題、東信堂、2007年）
- 『「慰安婦」問題とは何だったのか――メディア・NGO・政府の功罪』（中公新書、2007年）

### 編著
- 『国際法、国際連合と日本――高野雄一先生古稀記念論文集』（弘文堂、1987年）
- 『戦争と平和の法――フーゴー・グロティウスにおける戦争、平和、正義』（東信堂、1987年）
- 『国際化――美しい誤解が生む成果』（東信堂, 1990年）
- A Normative Approach to War: Peace, War, and Justice in Hugo Grotius, （Clarendon Press、1993）
- 『資料で読み解く国際法』（東信堂、1996年/増補版上下巻、2002年）
- 『東亜の構想――21世紀東アジアの規範秩序を求めて』（筑摩書房、2000年）
- 『国際社会における法と力』（日本評論社、2008年）
- A Transcivilizational Perspective on International Law: Questioning Prevalent Cognitive Frameworks in the Emerging Multi-Polar and Multi-Civilizational World of the Twenty-first Century, （Martinus Nijhoff、2010）
- 『21世紀の国際法――多極化する世界と法の力』（日本評論社、2011年）

### 共編著
- （寺沢一・山本草二・波多野里望・筒井若水）『国際法学の再構築――高野雄一先生還暦記念』（上下巻、東京大学出版会、1977-1978年）
- （安藤仁介・細谷千博）『東京裁判を問う――国際シンポジウム』（講談社、1984年）
- （徐龍達）『在日韓国・朝鮮人と人権―日本人と定住外国人との共生を目指して』（有斐閣、1986年）
- （山本武彦・藤原保信・ケリー・ケネディ・クオモ）『国際化と人権　日本の国際化と世界人権創出の創造』（国際書院、1994年）
- （下村満子・和田春樹）『「慰安婦」問題とアジア女性基金』（東信堂、1998年）
- （岸俊光）『慰安婦問題という問い――東大ゼミで「人間と歴史と社会」を考える』（勁草書房、2007年）
- （内海愛子・田中宏・加藤陽子）『戦後責任 アジアのまなざしに応えて 』（岩波書店、2014年）
- （江川紹子）『「歴史認識」とは何か - 対立の構図を超えて 』（中公新書、2015年）

### 記念論集
- 『国際法学の地平――歴史、理論、実証：大沼保昭先生記念論集』（中川淳司・寺谷広司編、東信堂、2008年）

## 参考資料
- 『大沼保吉翁回想録』 1963年6月 後藤嘉一（編著） 大沼保吉翁回想録編纂委員会（出版）